# فرناندو إسكارتن
فرناندو إسكارتن (بالإسبانية: Fernando Escartín)‏ مواليد 24 يناير 1968 في إسبانيا، هو دراج إسباني سابق في صنف سباق الدراجات على الطريق.

## سجل النتائج

### سباقات أو مراحل فاز بها
- طواف فرنسا

### المراكز
- حقق المركز الـ 3 في سباق طواف فرنسا 1999

## وصلات خارجية
- الموقع الرسمي

## روابط خارجية
- فرناندو إسكارتن على موقع أرشيف الدراجات (الإنجليزية)
- فرناندو إسكارتن على موقع إحصائيات الدراجات الإحترافية (الإنجليزية)
- فرناندو إسكارتن على موقع CycleBase (الإنجليزية)